# Рух за українізацію Православної церкви Польщі
Рух за українізацію Православної церкви Польщі — низовий рух, який виник у Православній церкві в Польщі після здобуття цією державою незалежності. Його головними ідеологами були українські емігранти, які оселилися у Польщі після поразки визвольних змагань України, а масову базу складали українці, які мешкали в тогочасній Польщі, переважно на Волині, і були православної віри. Головними вимогами цього руху були відхід церкви від російської літургійної традиції, поширення української мови в православній літургії та забезпечення українським священникам репрезентації в єпископаті церкви.
Ці вимоги були реалізовані лише частково через спротив ієрархів, зокрема тому, що всі єпископи ПАПЦ безпосередньо після її утворення були за походженням росіянами, пов'язаними з російською церковною традицією. Найбільший вплив на діяльність церкви в цьому напрямку українці мали в часі Другої світової війни, коли складне становище варшавського митрополита Діонісія (Валединського) змусила його до суттєвих поступок. Але по закінченню війни, у зміненій геополітичній ситуації Польщі і Польської православної церкви, рух фактично занепав.

## Формування руху
Православна церква Польщі в час свого відокремлення від Московського патріархату мала ієрархію, яка складалася винятково з єпископів російського походження. Вони прагнули зберегти російський характер своєї церкви. Православна преса на початку 20-х років твердила, що запровадження у церкві елементів української або білоруської традиції буде рівнозначне відступу від стародавніх догматів, найкраще досі збережених російською традицією. В опозиції до такої позиції ієрархів від початку існування ПАПЦ до Другої світової війни був рух за українізацію церкви, який спирався на факт, що українці становили більшість вірних цієї церкви. За даними перепису населення 1931 року серед православних у Польщі було 1,5 млн українців, 900 тисяч білорусів, 600 тисяч поляків, 125 тисяч росіян і 700 тисяч людей, які називали себе «тутешні». Православні українці домінували у Волинському і Люблінському воєводствах. Януш Жарновський стверджує, що з числа 600 тисяч поляків близько 50-ти тисяч слід визнати українцями, які приховали в переписі свою справжню національність.
Українські православні діячі були найпалкішими критиками правової основи діяльності Польської православної церкви — документу під назвою Тимчасові приписи щодо стосунку уряду до Православної церкви в Польщі. Так само як російські та білоруські діячі, вони вважали цей документ формальним визнанням постійного втручання держави у справи церкви. Домагалися якнайшвидшого скликання собору ПАПЦ, який міг би запровадити зміни в структурі церкви. Українські діячі стали в опозиції як до державної влади та її політики щодо православ'я, так і до ієрархії ПАПЦ, яка складалася у переважній кількості з росіян. Їх головними осередками були Володимир і Берестя, а крім того духовна семінарія в Кременці і церковне братство в Луцьку.

## Концепція української національної церкви

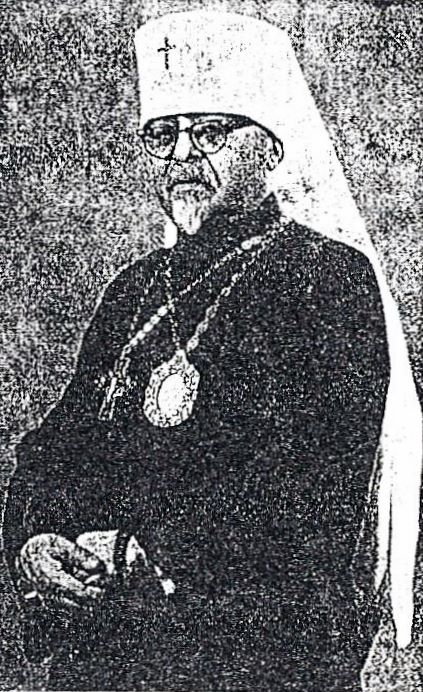
Митрополит Іларіон (Огієнко) як світський і церковний діяч був одним з творців концепції української національної православної Церкви

Активність українців у лоні православної церкви була пов'язана з розвитком їхньої національної свідомості. Значення конфесійної приналежності підкреслювали також ідеологи щойно посталого українського націоналізму, які — залежно від місцевості — вважали православну або греко-католицьку церкву потенційним державотворчим чинником. Рідше лунали голоси, які закликали до об'єднання українців у єдиній церкві. Національні діячі православного віросповідання вважали відокремлення ПАПЦ шансом для перетворення православної церкви на подібну національну інституцію, якою була Українська греко-католицька церква для українців з Галичини. Обов'язковим для реалізації цих планів вони вважали проведення реформ у внутрішній структурі Церкви, бажаючи передусім збільшити роль мирян у її діяльності.
Головними творцями концепції церкви, основаної на українській традиції, були діячі руху за незалежність, які переїхали з Наддніпрянщини, зокрема Олександр Лотоцький, Іван Огієнко, Дмитро Дорошенко. Вони казали, що східні церкви за своєю природою базуються на національному поділі, а тому постання нової української церкви є природним процесом. Також стверджували, що середньовічна київська митрополія була українською структурою, котра була знищена через русифікаційну діяльність російських царів. Повернення до українського характеру церкви на польських землях тлумачилося як повернення первинного стану речей. Ця теза виникала з історіографічної традиції, за якою існувала неперервна тяглість між традицією Київської Русі і України. Наприклад, О. Лотоцький подавав таку періодизацію історії української Церкви:
1. Період від прийняття християнства до монгольської навали (988–1237)
2. До поділу Київської митрополії (1237–1410)
3. Окремішність української церкви (1415–1686)
4. Приєднання української церкви до російської, опір русифікації (1686–1800)
5. Період домінування російської церкви (1800–1915)
6. Період після падіння царату[11].

Автори концепції про існування української церкви стверджували, що — попри специфіку своєї історії — це була церква аналогічна за структурою до традиційно визнаних церков (Сербської, Російської, Румунської і т. д.), яка мала специфічні місцеві традиції та власний доробок у галузі церковного права. Говорилося також, що неправильно трактувати російську церкву як материнську для української. Зокрема Іван Огієнко доводив, що українська мова вже у XVII–XVIII столітті була на території київської митрополії поширена не менше, ніж церковнослов'янська, при чому переважала у проповідях. Її занепад вважав наслідком русифікації. Рисою української церкви називалася також велика роль соборів, у яких брали участь нарівні духовенство і миряни, а також виборність ієрархії. У цьому випадку також причиною знищення цієї традиції вважалася російська діяльність. Огієнко також стверджував, що на відміну від російської церкви, в українській традиції не існував близький зв'язок між світською і церковною владою, натомість важливою традицією було спорадичне залучення мирян до справ церкви через церковні братства.
На думку М. Папєжинської-Турек, концепції українських самостійницьких діячів у деяких пунктах були сперті на слабких історичних аргументах. Однак їхнім авторам більше залежало на заохоченні своїх сучасників до участі в боротьбі за українізацію церкви, ніж на представленні повних історіографічних аргументів. Зрідка вони також покликалися на спроби створення самостійної української церкви, які були після 1917 року.

## Рух за українізацію ПАПЦ
Першим моментом вираження вимог реформи Польської автокефальної православної церкви в українському дусі вважається з'їзд духовенства і мирян волинської дієцезії, який мав місце між 3 і 11 листопада 1921. Окрім протесту проти ревіндикації церковної власності, з'їзд домагався поступового впровадження української мови до літургійної практики, а спершу — впровадженням української вимови церковнослов'янської мови замість загальнопоширеної російської. На з'їзді був присутній єпископ Діонісій (Валединський), який звернувся потім до митрополита Георгія (Ярошевського) з проханням розглянути цю останню вимогу. Православні єпископи сподівалися, що таким чином унеможливлять місіонерську діяльність греко-католицької Церкви на Волині. З цих міркувань митрополит 16 червня 1922 року висловив згоду, однак на обмеженому рівні: українська мова мала використовуватися тільки в зацікавлених цим парафіях на Волині. 3 вересня того ж року ця згода була розширена. Використання української мови на виразне прохання парафіян, за згодою відповідного єпископа, мало бути можливе на всій території юрисдикції ПАПЦ, з вживанням перекладів літургій, зроблених ще 1918 року Іваном Огієнком. Те ж саме стосувалося виголошення проповідей та організування при парафіях занять з релігії (недільних шкіл) українською мовою. Того ж року церква скликала спеціальну комісію, яка мала підготувати новий переклад Біблії та літургійних книг на українську мову. Однак до 1925 року вона діяла дуже повільно, не маючи значної підтримки від влади ПАПЦ.
Окремою вимогою українських середовищ була відмова митрополита варшавського Діонісія від виконання обов'язків місцеблюстителя волинської дієцезії і передача її до рук єпископа-українця. Припускався також поділ волинської дієцезії на володимирсько-луцьку та кременецько-острозьку так, щоб обидві кафедри очолили українці. У 1926 році лист щодо цього питання був проігнорований митрополитом, що спонукало українців відмовитися від спроб поділу дієцезії. Однак у їхніх публікаціях постійно повторювалася тема поставлення на волинську кафедру ієрарха-українця.

### Розвиток руху під кінець 20-х років
У 1927 році, попри заборону зі сторони митрополита, відбувся Український православний церковний з'їзд, який очолив Ян Власовський. У ньому взяли участь 500 делегатів (священиків і мирян, які ототожнювали себе з українською течією в Польській православній церкві) з Волині. Організатори запросили також 200 гостей без права голосу з Підляшшя, Полісся та Холмщини. З'їзд прийняв такі рішення:
- спрямувати прохання до Святого синоду ПАПЦ про поставлення трьох новий єпископів-українців;
- усунути з літургійного життя церкви звичаї російського походження, які прижилися в період поділу Польщі;
- дозволити повсюдне використання української мови в літургії на прохання парафіян;
- скликати церковний комітет на чолі з Арсенієм Річинським, який мав координувати подальшу діяльність українців у ПАПЦ та видавати як свій друкований орган часопис Рідна церква[22].

Організатори з'їзду проводили широку агітаційну діяльність, переважно шляхом публікації та поширення листівок з цими вимогами та виразним антиросійським спрямуванням. Однак вже у червні 1927 року офіційний, організований Святим синодом з'їзд духовенства і вірян волинської дієцезії поставився до них негативно. До вибуху відвертого конфлікту однак не дійшло, оскільки український рух вирішив не виступати проти церковної ієрархії в ситуації, коли католицька церква подала ряд позовів проти ПАПЦ, прагнучи передачі кількох сотень храмів. Вираженням залагодження взаємних різниць всередині Польської автокефальної православної церкви було призначення А. Річинського членом Митрополичої ради. Окрім того митрополит Діонісій (Валединський) поновив дозвіл на вживання української мови в тих парафіях, які висловили таке бажання. Традиційна вимога висвячення єпископа-українця так і не була реалізована, а тому повторювалася в публікаціях українського церковного комітету. На посаду єпископа волинського та його єпископа-помічника пропонували архімандритів Антонія (Марценка) та Полікарпа (Сікорського). Однак митрополит варшавський відкинув обидві ці кандидатури. Більше того, в грудні 1928 року Арсеній Річинський був виключений з Митрополичої ради, а потім відлучений від церкви за непослух ієрархам. Це рішення, оголошене на соборі в Луцьку, викликала величезне обурення в українських середовищах. Як протест, частина з них відправила скаргу патріарху Константинополя, закликаючи його втрутитися і віддати митрополита Діонісія під суд єпископів. Були також спроби вийти з-під юрисдикції ПАПЦ на користь Російської православної церкви. Але конфлікту знову вдалося уникнути. Українці сподівалися на швидке скликання обіцяного вже кілька років собору церкви, на якому могли б представити свої вимоги у спосіб, згідний з канонічним правом. 22 березня 1930 року Річинського прийняли назад до церкви.

### Відкритий виступ проти митрополита

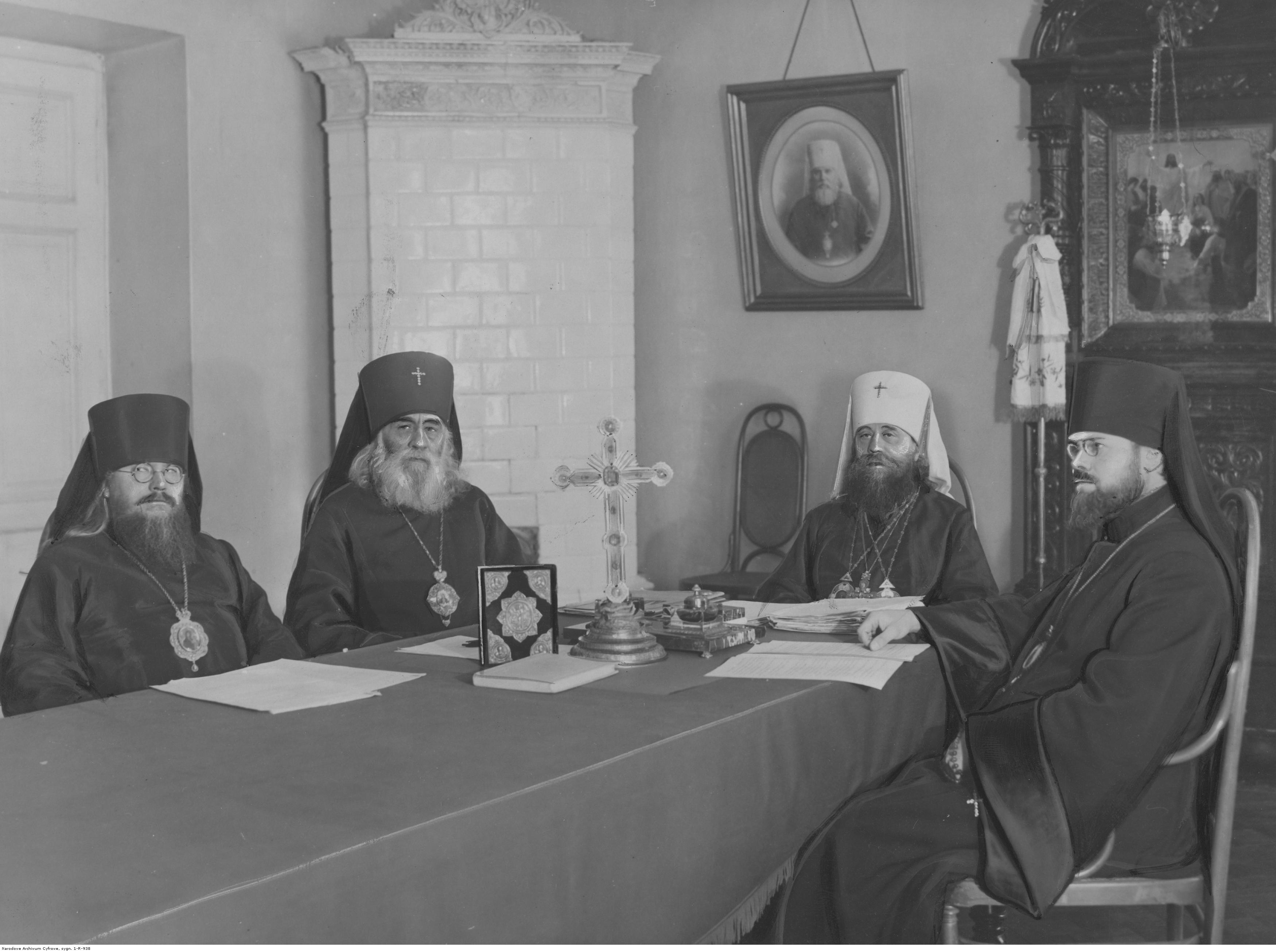
Робоча зустріч Синоду Єпископів ПАПЦ. Перший зліва — прихильник українського руху архієпископ Олексій (Громадський). Третій зліва — митрополит Діонісій.

Конфлікт між ієрархією церкви і українськими колами проявився знову, коли ситуація в ПАПЦ видавалася стабільнішою, однак з іншого боку стало ясно, що очікуваний собор найближчим часом не відбудеться. У зв'язку з цим, оголошені раніше вимоги стали артикулюватися знову, у більш радикальній формі. Митрополита Діонісія українська преса звинувачувала у великоросійському шовінізмі. Найгострішим виразом відсутності підтримки ієрарха була демонстрація, організована церковним комітетом 10 вересня 1933 перед Почаївською лаврою під час святкування десятиліття виконання митрополитом обов'язків місцеблюстителя волинської дієцезії. Кілька тисяч українців вимагали усунення з православної ієрархії єпископів-росіян, неприхильних до українського національного руху. Митрополит, який наважився відповісти на представлені закиди лише за місяць на шпальтах Віленського Кур'єра, мав за собою лише підтримку Синоду єпископів і частини духовенства. У цій статті він впевнено відмовляв українцям у будь-яких подальших поступках. Таке серйозне загострення ситуації в ПАКП занепокоїло державну владу, яка зажадала від митрополита Діонісія заспокоєння настроїв і покликання на волинську кафедру єпископа української національності. Ця вимога була виконана і новим архієпископом став дотеперішній архієпископ гродненський Олексій (Громадський). Сприяння зі сторони влади було для руху винятковою ситуацією. Зазвичай польські уряди вважали, що підтримка українського руху через його впливи в церквах суперечить державним інтересам.
Зайняття волинської кафедри архієпископом Олексієм і покликання єпископа Полікарпа (Сікорського) на єпископа-помічника тої ж дієцезії було сприйняте українським рухом дуже позитивно. Ці ієрархи одразу почали втілювати вимоги руху, впроваджуючи українську мову до богослужінь, навчання релігії, а також до щоденної діяльності церковної адміністрації. У тридцятих роках спостерігалося також пожвавлення діяльності комісії, яка займалася перекладом літургійних текстів на українську мову. 8 лютого 1936 року видавництво варшавської митрополії опублікувало опрацьований нею текст Літургії Івана Золотоустого та богослужіння панахиди.
Завдяки підтримці волинським воєводою Генриком Юзевським локальних ініціатив щодо українізації окремих парафій, у 1930 році у волинській дієцезії діяло 49 україномовних храмів. В інших дієцезіях такі парафії не постали.

## ІІ світова війна

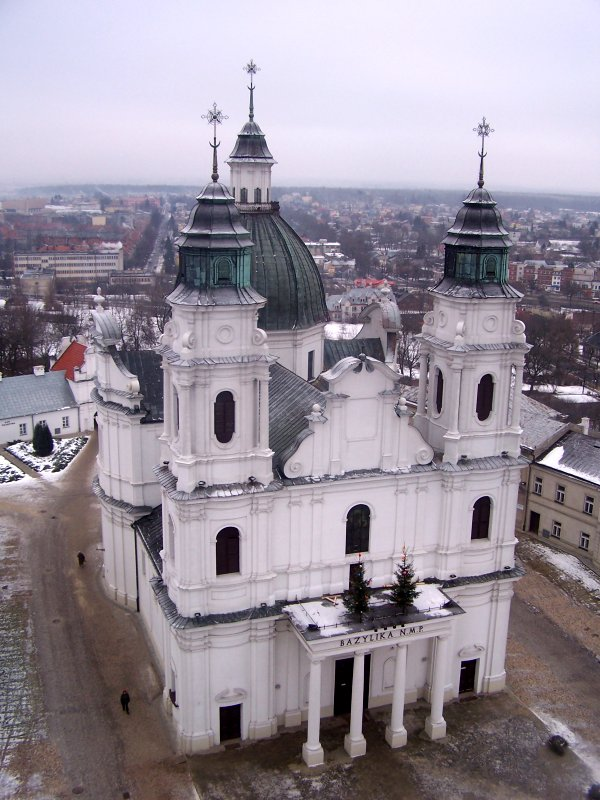
Собор Різдва Пресвятої Богородиці (Холм). Його передача православним у травні 1940 року стала символом успіхів руху за українізацію православної Церкви в Польщі під час Другої світової війни

Після нападу Третього Рейху на Польщу 27 листопада 1939 року нацистська влада усунула митрополита Діонісія від управління ПАПЦ і посадила під домашній арешт в Отвоцьку. Місцеблюстителем митрополита варшавського і всієї Польщі став єпископ берлінський і німецький Російської православної церкви закордоном Серафим (Ляде). Він поставився прихильно до українського руху в церкві, що аргументував тим, що українці становили більшість його вірних. Водночас його приналежність до РПЦЗ, яка однозначно ототожнювала себе з російським націоналізмом, породжувала неприхильність з боку лідерів українських середовищ. Тому діячі церковного комітету намагалися переконати ув'язненого митрополита підтримати прагнення українців до автокефалії, а також оголосити відновлення ним своєї влади в церкві. Митрополит погодився тоді на висвячення у майбутньому двох єпископів української національності та надання українській мові статусу офіційної мови ПАПЦ. 23 вересня 1940 року, під час аудієнції у Ганса Франка, митрополит Діонісій підписав декларацію лояльності, за що йому було дозволено повернутися на кафедру голови ПАПЦ.
Тижнем пізніше Собор єпископів Автокефальної православної церкви в Генеральній Губернії, який складався з митрополита Діонісія та єпископа Тимофія (Шреттера), затвердив наступні рішення, узгоджені з українцями: створення краківсько-лемківської та холмсько-підляської дієцезії на ряду з варшавською, які очолили діячі українського національного руху, що прийняли чернечий постриг. Це були Іван Огієнко, який прийняв чернече ім'я Іларіон, та Петро Відибіда-Руденко, відтоді знаний як Палладій. Ці єпископи практично визначали діяльність Собору єпископів, не допускаючи зокрема до єпископської хіротонії архімандрита Теофана (Протасевича), який не був українцем. Також вони забезпечили те, що вся церковна література, яка видавалася у Варшаві, була україномовною. Особливі успіхи в поширенні української мови серед православних єпископи здобули в холмсько-підляській та варшавській дієцезіях. У першій з них діяльність єпископа Іларіона вписувалася в ширшу українізаційну діяльність.
Сам митрополит Діонісій, на думку Антона Мироновича, був тоді переконаний у тривалості перемоги Третього Рейху над Польщею та скорому розпаді СРСР. Передбачав цілковиту українізацію православної церкви в нових політичних умовах, тому сам включився до неї — проводив богослужіння в соборі св. Марії Магдалини у Варшаві українською мовою і нею ж видавав церковну пресу. Також прагнув, всупереч застереженням і заборонам нацистської влади, перетворити автокефальну церкву в Генеральній Губернії на Українську автокефальну православну церкву, що відбивало би її національну структуру. Іншу точку зору щодо позиції митрополита в цей період представляє Казимир Урбан. На його думку Діонісій погодився на відкриття у Варшаві парафії з українською літургійною мовою та надав їй митрополичий собор, але сам служив винятково у нижній святині, церковнослов'янською або російською мовою.
Навесні 1944 року українські єпископи церкви у Генеральній Губернії подали пропозицію щодо зміни його назви на Українську автокефальну православну церкву, але ця пропозиція була відхилена через неприхильне ставлення німецької окупаційної влади. Це було останнє засідання Собору єпископів у сформованому в часі війни складі. Наступ Червоної армії змусив Іларіона (Огієнка) та Палладія (Відибіду-Руденка) виїхати до Словаччини, а потім (після короткого повернення до Закопаного) — емігрувати до Австрії. Коли радянські війська зайняли також і Відень, обидва ієрархи переїхали до Швейцарії.